# 官庄墓地
官庄墓地位于中国山西省运城市闻喜县东镇镇官庄村南凤凰塬上。

## 保护
2021年8月4日，官庄墓地公布为第六批山西省文物保护单位，古墓葬类，年代为西周、东周，编号6-37。	